# Gaspard Musabyimana
Gaspard Musabyimana (Nyamugali, 12 marzo 1955) è uno scrittore ruandese.
Vive in Belgio e ha una formazione multidisciplinare .

## Opere
- Les années fatidiques pour le Rwanda. Coup d'œil sur les préparatifs intensifs de la « guerre d'octobre », 1986-1990, (Kigali, 1993)
- Sexualité, rites et mœurs sexuels de l'ancien Rwanda. Une facette de la culture rwandaise (Bruxelles 1999)
- La vraie nature du FPR. D'Ouganda en Rwanda (L'Harmattan, 2003)
- Sprookjes uit afrikaanse savanne (Bruselas, Hujmos vzw, 2003). Con amici
- L'APR et les réfugiés rwandais au Zaïre 1996-1997. Un génocide nié (L'Harmattan, 2004)
- Pratiques et rites sexuels au Rwanda (L'Harmattan, 2006).
- Rwanda : le mythe des mots (L'Harmattan, 2008)
- Rwanda, le triomphe de la criminalité politique (L'Harmattan, 2009)
- Dictionnaire de l'histoire politique du Rwanda (Éditions Scribe, 2011).
- Rwanda. Vingt ans de pouvoir du FPR. Quel bilan? (Editions Scribe 2014) con Emmanuel Neretse.